# My Champion
My Champion è un singolo del gruppo musicale statunitense Alter Bridge, pubblicato l'8 settembre 2016 come secondo estratto dal quinto album in studio The Last Hero.

## Descrizione
Quarta traccia dell'album, il testo è stato ispirato da una situazione che il cantante Myles Kennedy ha avuto da bambino:

## Tracce
1. My Champion – 4:40

## Formazione
Gruppo
- Myles Kennedy – voce, chitarra
- Mark Tremonti – chitarra, voce
- Brian Marshall – basso
- Scott Phillips – batteria

Altri musicisti
- Michael "Elvis" Baskette – strumenti ad arco, tastiera, programmazione

Produzione
- Michael "Elvis" Baskette – produzione, missaggio
- Jef Moll – ingegneria del suono, editing digitale
- Kevin Thomas – assistenza tecnica
- Ted Jensen – mastering
- Stephanie Geny – assistenza mastering

## Classifiche
| Classifica (2016)             | Posizione massima |
| ----------------------------- | ----------------- |
| Stati Uniti (mainstream rock) | 18                |